# Lauter Liebe
Lauter Liebe ist ein 1939 entstandener deutscher Spielfilm, die zweite Regiearbeit des Filmstars Heinz Rühmann. Die weibliche Hauptrolle spielt seine Ehefrau Hertha Feiler. An ihrer Seite war Rolf Weih zu sehen.

## Handlung
Marlies Nathusius und Hans Haeberling kennen sich bereits seit Kindheitstagen. Aber irgendwie hat es die beiden (als Paar) nie wirklich zusammengebracht, und man blieb lediglich in Kontakt als „gute Freunde“, die sich alles sagen können. Nun aber herrscht Großalarm sowohl im Hause Nathusius als auch bei Haeberlings. Denn die beiden jungen Erwachsenen sollen verbandelt werden, aber nicht ineinander! Frau Nathusius will unbedingt, dass ihre Tochter, die derzeit für den Opernsänger Enrico Battini schwärmt, mit dem gepflegten Langweiler Traugott Himmelsteig vermählt wird. Mit dessen Eltern, Edwin Himmelsteig und seiner Gattin, ist sie bereits „handelseinig“ geworden. Marlies ist entsetzt und weigert sich. Dafür gibt es prompt Hausarrest. Nicht viel besser ergeht es dem flotten Hans. Denn seine Eltern haben dem bislang bindungslosen Filius eine Braut in spe ausgesucht, und zwar die spröde Agathe Gackstetter, die zwar aus gutem Hause stammt aber ebenso kauzig ist wie ihr Nachname klingt. Auch Hans hat längst jemand anderes im Visier: Ihm hat es die Tänzerin Sylvia Gaden angetan. Da sein Vater, Herr Haeberling, mit dieser Wahl ebenso wenig einverstanden ist wie Frau Nathusius mit der von Marlies, erhält auch er Hausarrest. Über den Balkon beginnen nun die beiden eingesperrten Nachbars-„Kinder“ miteinander zu kommunizieren. Man verspricht sich gegenseitig Hilfe bei der Eroberung des jeweiligen Traumpartners.
Und so kommt man auf die geniale Idee eines Pakts: Beide beschließen, einander zu heiraten und damit eine Vernunftehe auf Zeit einzugehen, nicht zuletzt, um den Eltern mit deren Eheschließungsplänen das Wasser abzugraben. Die Heiratsabsicht von Marlies und Hans wird verkündet, ehe auf dem alljährlichen Sommerfest die Verlobung von Marlies mit Traugott und jene von Hans mit Agathe verlautbart werden kann. Vor allem Frau Nathusius ist entsetzt von Marlies‘ Entscheidung, gilt Hans Haeberling doch als Herzensbrecher erster Güte. Hans und Marlies nehmen sich fest vor, sich bald nach der Eheschließung wieder scheiden zu lassen. Die Ehe soll nur auf dem Papier bestehen, also ein vollkommen asexuelle Beziehung. Um nicht als düpiert und zurückgewiesen dazustehen, beschließen daraufhin Traugott und Agathe gleichfalls zu heiraten. Hans und Marlies halten auch während der Hochzeitsreise an ihrer Trennungsabsicht fest und planen, nach der Heimkehr mit Enrico bzw. Sylvia zusammenzukommen. Aber schließlich erkennen die beiden, was sie aneinander haben, und aus der Vernunftsehe wird schließlich eine tiefgehende Liebesbeziehung.

## Produktionsnotizen
Die Dreharbeiten zu Lauter Liebe begannen am 18. September 1939 mit den Außenaufnahmen und endeten mit den Studioaufnahmen in Berlin-Tempelhof Anfang Dezember desselben Jahres. Die Außenaufnahmen entstanden in Rothenburg ob der Tauber. Der Film wurde am 16. Februar 1940 in Köln uraufgeführt, die Berliner Premiere war am 5. Juli 1940 im Gloria-Palast.
Herstellungsgruppenleiter Rühmann übernahm auch die Herstellungsleitung, die Produktionsleitung lag in den Händen von Arthur Kiekebusch. Alfred Bütow und Heinrich Beisenherz schufen die Filmbauten. Margot Hielscher entwarf die Kostüme. Kurt Skalden war Regieassistent.
Die Produktionskosten lagen bei moderaten 714.000 RM, bis Februar 1942 wurden etwa 1.198.000 RM an den Kinokassen eingenommen.

## Wissenswertes
Hertha Feiler und ihr Filmpartner Weih singen den beliebten Filmschlager Mir geht‘s gut. Die Komposition war derart populär, dass es während des Zweiten Weltkriegs regelmäßig als Mutmachlied im NS-Wunschkonzert gespielt wurde.
Anders als bisweilen zu lesen ist, steht Lauter Liebe mit Rühmanns Vorgänger-Inszenierung Lauter Lügen in keinem inhaltlichen Kontext.

## Rezeption
Filmminister Joseph Goebbels urteilte nach Voransicht des Streifens in seinem Tagebuch knapp: „Etwas dünn, aber sauber und atmosphärisch.“

„Liebes- und Gesellschaftskomödie mit einem Minimum an Substanz und Realismus, jedoch locker und humorvoll inszeniert.“